# Lijst van brutoformules
Dit artikel geeft een overzicht van de lijsten van brutoformules. In de scheikunde wordt met de brutoformule van een stof aangegeven welke aantallen van diverse atoomtypen een bepaalde chemische verbinding bevat. De conventie bij een brutoformule is: vooraan staat koolstof (C), dan waterstof (H), en vervolgens de rest van de elementen alfabetisch geordend op elementsymbool. Onder elke brutoformule volgen dan de stoffen met die brutoformule.
NB.Het nadeel van deze lijst is dat hij handmatig moet worden bijgehouden. De categorie Lijsten van brutoformules wordt automatisch bijghouden en geeft dus mogelijk een acurater overzicht van de lijsten.

## Lijsten van brutoformules

### Lijsten van A tot Z
- Lijst van brutoformules Ac-Ag
- Lijst van brutoformules Al
- Lijst van brutoformules Am-Au
- Lijst van brutoformules B-Bk
- Lijst van brutoformules Br
- Lijst van brutoformules Ca-Cf
- Lijst van brutoformules Cl
- Lijst van brutoformules Cm-Co
- Lijst van brutoformules Cr-Cu
- Lijst van brutoformules D
- Lijst van brutoformules E
- Lijst van brutoformules F
- Lijst van brutoformules G
- Lijst van brutoformules He-Hs
- Lijst van brutoformules I
- Lijst van brutoformules K
- Lijst van brutoformules L
- Lijst van brutoformules M
- Lijst van brutoformules N
- Lijst van brutoformules Na-Np
- Lijst van brutoformules O
- Lijst van brutoformules Os-Ru
- Lijst van brutoformules S-Zr

### Lijsten met waterstof
- Lijst van brutoformules H01
- Lijst van brutoformules H02
- Lijst van brutoformules H03
- Lijst van brutoformules H04
- Lijst van brutoformules H05-H07
- Lijst van brutoformules H08
- Lijst van brutoformules H09
- Lijst van brutoformules H10
- Lijst van brutoformules H20
- Lijst van brutoformules H30

### Lijsten met koolstof
- Lijst van brutoformules C01
- Lijst van brutoformules C02
- Lijst van brutoformules C03
- Lijst van brutoformules C04
- Lijst van brutoformules C05
- Lijst van brutoformules C06
- Lijst van brutoformules C07
- Lijst van brutoformules C08
- Lijst van brutoformules C09
- Lijst van brutoformules C10
- Lijst van brutoformules C11
- Lijst van brutoformules C12
- Lijst van brutoformules C13
- Lijst van brutoformules C14
- Lijst van brutoformules C15
- Lijst van brutoformules C16
- Lijst van brutoformules C17
- Lijst van brutoformules C18
- Lijst van brutoformules C19
- Lijst van brutoformules C20
- Lijst van brutoformules C21
- Lijst van brutoformules C22
- Lijst van brutoformules C23
- Lijst van brutoformules C24
- Lijst van brutoformules C25
- Lijst van brutoformules C26
- Lijst van brutoformules C27
- Lijst van brutoformules C28
- Lijst van brutoformules C29
- Lijst van brutoformules C30-C39
- Lijst van brutoformules C40-C49
- Lijst van brutoformules C50-C59
- Lijst van brutoformules C60-C99
- Lijst van brutoformules C100

## Opmerkingen
- Polymeren staan in de lijst op de plaats van de monomere eenheid. Polyethyleen staat dus onder C2H4.
- Mineralen met variabele samenstelling zijn niet opgenomen in de lijsten.

algemeen · mineralen · brutoformules · lijst van E-nummers · elementen · kunststoffen